# 1708
1708 (MDCCVIII) fue un año bisiesto comenzado en domingo según el calendario gregoriano.

## Acontecimientos
- España. Jijona (Alicante) pasa a ser ciudad.
- En el marco de la Guerra de Sucesión Española se producen la batalla de Oudenarde y la toma de Lille, en Francia.
- 7 de junio: por segundo año consecutivo, España pierde su flota anual de dinero y metales preciosos americano, tras el ataque de los imperiales en Cartagena.
- 8 de junio: Batalla de Barú en la cual piratas ingleses hunden el Galeón San José. El galeón es hundido y permanece desaparecido hasta 2015.
- 29 de septiembre: Toma de Mahón por los ingleses.

## Arte y literatura
- Johann Sebastian Bach es elegido músico de cámara y organista en la corte de Weimar.
- Johann Sebastian Bach compone la Toccata y fuga BWV 565 para órgano.
- Modificación del alfabeto cirílico, que adopta su forma actual (excepto cuatro letras).
- Estreno de la ópera doble Florindo y Dafne de Georg Friedrich Händel.
- Melchor Pérez de Holguín pinta Triunfo de la Iglesia.

## Ciencia y tecnología
- Ehrenfried Walther von Tschirnhaus y Friedrich Böttger descubren el secreto de la fabricación de la porcelana dura china.

## Nacimientos
- 16 de octubre: Albrecht von Haller médico, anatomista, poeta y naturista suizo (f. 1777)
- 15 de noviembre: William Pitt, político británico.
- 8 de diciembre: Francisco I de Lorena, futuro coemperador del Sacro Imperio Romano Germánico.

## Fallecimientos
- 24 de enero: Federico II de Hesse-Homburg, landgrave de Hesse-Homburg (n. 1633)
- 11 de mayo: Jules Hardouin Mansart, arquitecto francés (n. 1646)
- 11 de octubre: Ehrenfried Walther von Tschirnhaus, matemático alemán (n. 1651)
- 24 de octubre: Seki Kōwa, matemático japonés.
- 28 de diciembre: Joseph Pitton de Tournefort, botánico francés (n. 1656)